# جوشوا بيكر
جوشوا بيكر (بالإنجليزية: Joshua Baker)‏ هو محامي وقاضي وسياسي أمريكي، ولد في 23 مارس 1799 في مقاطعة ماسون في الولايات المتحدة، وتوفي في 16 أبريل 1885 في لايم في الولايات المتحدة. نشط حزبياً في Union Party (United States, 1850) ‏ والحزب الديمقراطي. وقد انتخب حاكم لويزيانا ‏ (8 يناير 1868 – 27 يونيو 1868).